# Ана Нотарас
Ана Нотарас (Палеолог) (грч. Άννα Νοταρά; рођена је у Цариграду, умрла је 8. јула 1507. године у Венецији) је била византијска племкиња, ћерка великог дукса Луке Нотараса и једна од средишњих личности грчке емиграције на Апенинском полуострву након пада Цариграда 1453. године и коначног слома Византије 1460. године. Она је покушала да организује стварање грчке заједнице прво у Сијени, а затим и у Венецији и настојала је да се својим утицајем избори за право грчке заједнице да на Апенинском полуострву подигне своју православну богомољу за њихове потребе, што је остварено тек након њене смрти 1539. године када је у Венецији подигнута православна црква светог Ђорђа. Била је једна од ученијих (говорила је грчки и италијански језик) и поштованијих жена на Апенинском полуострву у време када је у тамошњим градовима-државама започињала ренесанса. У неким сијенским исправама помиње као вереница, па чак и као супруга последњег византијског цара Константина Драгаш (царски регент 1423 — 1424. и 1437 — 1440, удеони деспот 1428 — 1443, деспот 1423 — 1449, цар 1449 — 1453).

## Породица и порекло
Ана је била ћерка великог дукса Луке Нотараса и његове супруге која је била из царске породице Палеолога, тако да је често очевом презимену додавала и мајчино. Њен отац је био из имућне пелопонеске властелинске породице који је био први министар последња два византијска цара (Јована VIII (савладар од 1421, цар 1425 — 1448) и Константина Драгаша) и један од активних команданата током османске опсаде Цариграда током пролећа 1453. године. Поред ње, која је била најстарија, њих двоје су имали још шесторо деце.
- Теодора
- Јефросима
- Исак

и још три сина.
Њен отац је пре потпуног затварања османлијског обруча око византијске престонице њу са двема сестрама послао у Рим и дао им пуномоћје да располажу његовим средствима која је положио у банкама смештеним у италијанским градовима. Он је са супругом и синовима остао у Цариграду у коме је заробљен након османлијског заузећа града 29. маја 1453. године. Приче о његовој смрти и смрти његове породице варирају, али је изсвесно да нису убијени одмах, већ им је султан омогућио да наставе свој живот под Османлијама. Извесно је да је султан Мехмед II (1451 — 1481) желео да његовог најмлађег сина Исака прикључи свом харему, али је Лука одбио да га преда након чега је султан наредио да их побију. Том приликом је Мехмед услишио Лукину жељу да прво пред њим побије његове синове, да би био сигуран да се султан након тога неће наслађивати њима, након чега је и он сам убијен, док је Исак одведен у Хадријанопољ као султанов заробљеник. Он је након неког времена успео да побегне из османске тамнице и придружио се сестрама које су живеле на Апенинском полуострву. Њен отац је касније канонизован и сматра се једним од највећих грчких мученика.

## Живот
Не зна се са сигурношћу када је Ана рођена, али је изсвесно да је када је умрла била врло стара, а неки јој чак приписују и да је живела сто године, али Никол то одбацује као претеривање, иако се слаже са проценом да је била врло стара. Детињство и рану младост је највероватније провела у Цариграду да би је отац током четврте деценије 15. века са двема млађим сестрама послалао у Рим и поверио их на чување кардиналу Висариону (који је између 1440. и 1449. године боравио у Риму), некадашњем никејском епископу кога је због његовог заговарања Фирентинске уније папа наградио титулом кардинала, а касније га је именовао за латинског цариградског патријарха 1463. године. Током свог боравка у Риму, Ана је вероватно присуствовала 1462. године свечаном предавању главе светог апостола Андреја Првозваног папи Пију II (1458 — 1464), коју је 1460. године бежећи из Морејске деспотовине са собом из Патраса понео деспот Тома Палеолог (1428 — 1460).

### Њено деловање у Сијени
Током 1461. године, Ана је у сарадњи са кардиналом Висарионом отпочела са планирањем стварања византијске тј. Грчке колоније на Апенинском полуострву која би окупила на једном месту избеглице из некадашњег Византијског царства. Њихов циљ био је да од власти града Сијене, добију некадашњи властелински посед у Мареми у чијем се средишту налазио у то доба порушени замак Монтауто и да на том простору формирају колонију чије би се средиште налазило у самом замку који би Грци самостално обновили.
Њен једини преживели брат је у мају 1462. године затражио од градске владе да постане грађанин Сијене, а већ у јулу је пред њу изашло и Анино посланство са предлогом. Цариградски племић Франкулис Сервопулос и критски свештеник Јован Плусиаден који су га чинили, успели су да се договоре са Сијенским властима о самом предлогу који је 21. јула те године и начелно прихваћен. У априлу 1474. године је формиран преднацрт уговора, који је потврђен 15. јула исте године, након писма које је Ана упутила челницима града у јуну. Међутим, преговори су након тога стали из непознатих разлога, а Ана се са породицом преселила у Венецију.
Сам предлог је обавезивао сијенску страну да Грцима преда пропали, мочварни и запуштени посед у Мареми са зарушеним замком, док су Ана и њени наследници били у обавези да га не предају ниједном владару са Апенина. Поред тога, Грци су били у обавези да прискачу Сијени у помоћ. Са друге стране, Грцима је гарантовано да ће у склопу своје мале заједнице, која је требало да броји око стотинак породица, моћи да живе и да се понашају у складу са законима некадашњег Византијског царства.
Током њене преписке, у сијенским писмима се уз њено име наводило и то да је биле жена или верена за последњег византијског цара Константина Драгаша. Међутим, на основу обимних мемоара Константиновог канцелара и пријатеља Георгија Сфранцеса су нам познате како цареве две супруге, тако и све остале које су разматране као потенцијалне будуће царице, а међу њима се нигде не спомиње Анино име. Никол претпоставља да су Сијенци помињањем последњег византијског цара желели да себи подигну углед чињеницом да преговарају са његовом удовицом.

### Њен рад у Венецији
Ана се током 1475. године преселила у Венецију у којој је живела са својом братаницом Евдокијом Кантакузин која се пре 1460. године удала за Матију Спандуна, млетачког страдиота са којим је имала неколико деце, међу којима је био и историчар Теодор Спандун. Она је 18. јуна исте године добила дозолу да у склопу њихове куће подигне малу православну капелу за њихове потребе. Четири године касније је затражила да се и осталим Грцима у Венецији омогући да је користе, што јој је Сенат у начелу дозволио, али се то никада није догодило, пошто јој је 1480. и 1489. године само потврђено да она и њени укућани имају право да користе капелу према православним обредима.
Међутим, она није одустајала од покушаја да венецијанским Грцима омогући подизање цркве. Таквих покушаја је било још од почетка 15. века, али без неког већег успеха. Грцима је првобитно дозвољено да своје обреде врше у бочној капели цркве светог Блажа, али је и ту било доста проблема, како са локалним свештенством, тако и са градским властима. Притисак локалних Грка (којих је 1479. године било између 4.000 и 5.000), које је подржао некадашњи кијевски епископ и тадашњи кардинал и латински цариградски патријарх Исидор (који је активно учествовао у одбрани Цариграда 1453. године), уродио је делимичним плодом у јуну 1456. године, када им је млетачки сенат дозволио да купе земљу на којој би подигли православну богомољу. Без обзира на ту одлуку, земља никада није ни купљена, а сви планови су пали у воду 1463. године са Исидоровом смрћу. Грцима је 1494. године дозвољено да оснују сопствено удружење, у чему се велику улогу засигурно играли сама Ана и Матија Спандун који је био предводник грчке лаке коњице у оквиру млетачких снага, али су цркву успели да подигну тек 1539. године.
Поред покушаја да оствари верску слободу за себе и своје сународнике, Ана се активно бавила и ширењем знања кроз своју помоћ у набављању рукописа и штампању књига које је отпочело у њено доба. О томе сведочи и забелешка од 1. марта 1470. године на којој стоји да је Ана купила грчки рукопис из 12. века „Муке Јовове“ који је писао извесни Јован Тарсит за великог дукса Кипра Лава Никерита. Штампање првог текста на грчком језику који је објављен 8. јула 1499. године под називом „Etymologicum Magnum“ у издању Захарија Калиергиса (творца прве штампарије на грчком језику), потпомагла је и сама Ана, о чему сведочи забелешка на крају књиге у којој стоји да је Никола Властос (који је био управитељ Аниног имања) по њеној препоруци сносио трошкове штампања. Поред те забелешке налазе се грбови Калиергиса и Властоса, али и византијски двоглави орао. Сама књига се и дан данас сматра једним од најлепших примера грчке типографије, а има претпоставки да су украсна заглавља и велика слова рађени по везовима које су радиле Ана и Евдокија. Исте године је Властос стао и иза Симплицијевих (Киликијки неоплатонски филозоф из 6. века) „Коментара“ Аристотелових „Категорије“ о чему сведочи напомена на крају дела у којој се Анино име не помиње, али се може претпоставити да она намерно није желела да се истакне њен допринос том делу јер је проценила да то није у складу са њеним положајем, пошто дело није имало хришћански карактер.
Ана је 24. марта 1493. године званично саставила свој тестамент који је записао и оверио њен духовник Јован Капнисис, а претпоставља се да га је она сама на грчком записала још у мају 1487. године. Њиме је предвиђено да се од њене имовине на страну остави 500 дуката за подизање грчке цркве у Венецији. Део је требало да буде утрошен на откупљивање хришћанских затвореника од Османлија у складу за жељом њене сестре Јефросине. Свом ујаку Димитрију Асену, који је тада већ био у годинама, је оставила годишњу ренту од 6 дуката, док је остак имовине требало да буде утрошен на подизање споменика њој и њеној породици. Поред тога, она је затржила да се за њу моле по ромејским тј. православним обредима, а судским извршитељима је јасно забранила да имају било какав контакт са удовицом њеног брата Елизабетом (или Замбетом) која је потрошила целокупну његову имовину. Она је 1494. године поклонила приликом оснивања грчком братству три византијске иконе које је донела са собом из Цариграда и које се данас налазе у цркви светог Ђорђа и Хеленском институ у Венецији. Реч је о иконама рађеним у цариградском стилу из 14. века и то:
- Велика икона Христа окружена симболима јеванђелиста и ликовима дванаесторице апостола
- Црквени иконостас са Христом Пантократором окруженим ликовима дванаест апостола и четири пророка
- Икона Богородице Одигитрије која се понекад поистовећивала са чуденом иконом познатом као Крипти или Тајна

Умрла је у Венецији 8. јула 1507. године.